# Giá trị hiệu dụng
Giá trị hiệu dụng (ký hiệu hd, rms (tiếng Anh root mean square)) là 1 khái niệm trong kĩ thuật điện và kĩ thuật đo lường dùng để chỉ giá trị trung bình bình phương. Các công thức tính toán trong điện 1 chiều  có thể áp dụng được trong điện xoay chiều với giá trị hiệu dụng khi có hệ số chuyển đổi cho các hàm thông thường, đây là ứng dụng quan trọng nhất của giá trị hiệu dụng.

## Định nghĩa
- Giá trị hiệu dụng của 1 tập hợp N giá trị {\displaystyle \{x_{1},x_{2},\dots ,x_{N}\}} được tính:

{\displaystyle x_{\mathrm {hd} }={\sqrt {{1 \over N}\sum _{i=1}^{N}x_{i}^{2}}}={\sqrt {{x_{1}^{2}+x_{2}^{2}+\cdots +x_{N}^{2}} \over N}}}
- cho f(t) là 1 hàm số xác định trong khoảng T = {\displaystyle [T_{1},T_{2}]}, nếu f(t) là hàm tuần hoàn thì T là mọi khoảng xác định của nó, giá trị hiệu dụng được tính theo:

{\displaystyle f_{\mathrm {hd} }={\sqrt {{1 \over {T_{2}-T_{1}}}{\int _{T_{1}}^{T_{2}}{[f(t)]}^{2}\,dt}}}}

## Ví dụ
Cho i(t) là dòng điện hàm sin: i(t) = Io.sin(ωt) = Î.sin(ωt) = Im.sin(ωt); với i(t): giá trị tức thời; Io, Î, Im: giá trị cực đại, thì giá trị hiệu dụng được tính theo: 
{\displaystyle I_{\mathrm {hd} }={\sqrt {{1 \over {T_{2}-T_{1}}}{\int _{T_{1}}^{T_{2}}{(Im\sin(\omega t)}\,})^{2}dt}}\,\!=Im{\sqrt {{1 \over {T_{2}-T_{1}}}{\int _{T_{1}}^{T_{2}}{\sin ^{2}(\omega t)}\,dt}}}=}
{\displaystyle =Im{\sqrt {{1 \over {T_{2}-T_{1}}}{\int _{T_{1}}^{T_{2}}{1-\cos(2\omega t) \over 2}\,dt}}}=Im{\sqrt {{1 \over {T_{2}-T_{1}}}\left[{{t \over 2}-{\sin(2\omega t) \over 4\omega }}\right]_{T_{1}}^{T_{2}}}}}
sin là hàm tuần hoàn, {\displaystyle \left[{-{\sin(2\omega t) \over 4\omega }}\right]_{T_{1}}^{T_{2}}=0}
{\displaystyle I_{\mathrm {hd} }=Im{\sqrt {{1 \over {T_{2}-T_{1}}}\left[{t \over 2}\right]_{T_{1}}^{T_{2}}}}=Im{\sqrt {{1 \over {T_{2}-T_{1}}}{{T_{2}-T_{1}} \over 2}}}={Im \over {\sqrt {2}}}}
Tương tự u(t) = Um.sin(ωt):
{\displaystyle U_{\mathrm {hd} }={Um \over {\sqrt {2}}}}.
Trong điện 1 chiều, dòng điện I (= I{\displaystyle {_{\mathrm {hd} }}}) với hiệu điện thế U (= U{\displaystyle {_{\mathrm {hd} }}}) chạy qua điện trở R sẽ cho công suất P = U.I = U2/R = R.I2. Với dòng điện xoay chiều i(t) = Im.sin(ωt) thì công suất được tính P = I{\displaystyle {_{\mathrm {hd} }}}2. R = (Im².R)/2; với hiệu điện thế u(t) = Um.sin(ωt): P = U{\displaystyle {_{\mathrm {hd} }}}2/R = (Um².R)/2 hay P = U{\displaystyle {_{\mathrm {hd} }}}.I{\displaystyle {_{\mathrm {hd} }}} = (Um.Im)/2.
Hiệu điện thế, cường độ dòng điện hay công suất,... trong điện xoay chiều khi đo bằng Ampe kế hay Vạn năng kế cho ra giá trị hiệu dụng của nó. Hiệu điện thế, cường độ dòng điện, công suất,... được ghi trên các thiết bị điện cũng là các giá trị hiệu dụng. Ví dụ, 1 đèn bàn 230 V 0,25 A 60 W.
Đối với lưới điện 230 V (tần số f = 50 Hz) thì U{\displaystyle {_{\mathrm {hd} }}} = 230 V: giá trị hiệu dụng của hiệu điện thế,  giá trị cực đại {\displaystyle Um={U_{\mathrm {hd} }}.{\sqrt {2}}=230.{\sqrt {2}}=325(V)}, hiệu điện thế tức thời u(t) = 325(V). sin(ωt), với ω = 2πf.